# Handbal Club Leuven Tigers
Maillots
Le HC Leuven est un club belge de handball féminin, situé à  Louvain, l'équipe évolue actuellement en Division 2.

## Histoire
Le Handbal Club Leuven fut fondé en ?, il obtient donc le matricule 425.

## Derby
- HC Atomix
- GBSK

## Comité
- Reinhard Brauer: Président
- Mélanie Brauer: Secrétaire
- Evelien Suls: Trésorier

.